# 라푼젤 (영화)
《라푼젤》(영어: Tangled)은 2010년 월트 디즈니 애니메이션 스튜디오에서 제작하고 월트 디즈니 픽처스가 배급한 3D 컴퓨터 애니메이션 뮤지컬 판타지 코미디 영화다. 그림 형제에 의해 출간된 전래 동화의 일부인 《라푼젤》을 기반으로 하는 이 영화는 디즈니 애니메이션 장편 영화로서 50번째 작품이다. 맨디 무어와 재커리 리바이가 목소리를 연기한 《라푼젤》은 납치되어 성안에 머무르는 공주의 이야기를 그려내었다. 세월을 되돌릴 수 있는 마법적이며 긴 머리카락을 지닌 그녀는 잘생긴 침입자의 말에 따라, 어머니의 반대를 무릅쓰고 이전에 겪지 못한 바깥 세상을 경험하게 된다.
영화의 개봉 전, 미국에서 제목은 마케팅을 위해 성중립을 따라 《라푼젤》에서 《탱글드》로 변경되었다. 6년의 제작 기간이 소요된 《라푼젤》은 총 2억 6천만 달러가 투입되었고, 이것이 사실이라면 역대 가장 많은 비용이 든 애니메이션 영화에서는 1위를, 역대 가장 비용이 많이 든 영화에서는 5위를 점하게 된다. 영화는 CGI와 전통적인 애니메이션을 혼합한 특수한 예술 스타일을 차용하였고, 비사실적 렌더링은 그림의 인상을 더했다. 이전부터 디즈니 애니메이션의 음악에 참여해 온 앨런 멩컨이 《라푼젤》의 음악을 담당하였다.
《라푼젤》은 2010년 11월 14일 엘카피탠 극장에서 첫 선을 보였으며 11월 24일 미국, 캐나다에서 개봉했다. 대한민국에서는 한국 소니 픽쳐스 릴리징 브에나 비스타 영화㈜에서 수입하여 2011년 2월 10일에 극장 개봉하였다. 영화는 평론가와 관람객 모두에게 긍정적인 반응을 얻었다. 영화는 전 세계적으로 흥행, 5억 9,100만 달러의 수익을 거두었다. 이중 2억 달러는 미국과 캐나다에서 벌어들었다. 영화는 제83회 아카데미상의 최우수 오리지널 음악을 비롯한 수많은 상에 후보로 올랐다. 2011년 3월 29일 블루레이와 DVD가 출시되었다. 이듬해 《라푼젤 그 이후 이야기》가 발표되었고, 2017년 텔레비전 시리즈가 초연되었다.

## 줄거리
옛날 옛적, 하늘에서 내려온 햇빛이 병과 노화, 상처를 치료할 수 있는 금빛 꽃이 되어 내려왔다. 꽃은 마녀 고델에게 발견되어 그녀의 젊음을 유지하는 데 쓰이고 있었지만, 수백년이 지나고 근처에 위치한 왕국의 병사가 병든 왕비의 치료를 위해 꽃을 가져가 버린다. 그 꽃을 달여 먹은 왕비는 건강이 호전되어 공주 라푼젤을 낳는다. 라푼젤의 머리카락에 꽃의 회복 특질이 있다는 것을 알아낸 그녀는 머리카락의 일부를 잘라내지만, 그 부위는 바로 힘이 소멸되고 만다. 고델은 이에 아기를 납치하여 성에 가둬놓고 자신의 딸로 키우기로 한다. 1년에 한 번씩 왕과 왕비는 딸의 귀환을 기원하며 생일이 되는 날 풍등을 띄우고 있다.
그녀의 18번째 생일 하루 전 라푼젤은 성을 떠나 등불의 진원지를 발견하고 싶다고 요청하지만 고델은 바깥 세상은 너무 거칠고 위험하다면서 거절한다. 와중, 도둑 플린 라이더는 성에서 라푼젤의 왕관을 훔쳐 달아나고 그와 함께 동행하던 스태빙턴 형제를 배신해 도망치면서 우연히 성을 발견하게 된다. 성을 기어오른 플린을 제압한 라푼젤은 왕관을 발견하지만, 그것이 얼마나 큰 사건인지를 인식하지 못하였다. 라푼젤은 플린을 통해 자신의 앞가림을 잘 해낼 수 있다는 것을 증명하려 하지만 고델은 불빛의 한 글자에도 성질을 낸다. 그러자 라푼젤은 고델에게 생일 선물로 3일 동안의 왕복이 필요한 특별한 물감을 주문하고 고델은 그것을 수락한다. 라푼젤은 정신이 든 플린에게 등불 구경과 왕관 교환을 제안하고 플린은 마저못해 수락한다.
플린은 라푼젤을 험한 사람이 많은 펍, 스너클리 덕클링에 데려가지만 사람들은 라푼젤의 천진한 반응에 매력을 느낀다. 왕국 병사들을 이끄는 왕실 소속 말 막시무스는 플린을 수색하기 위해 분주하고, 라푼젤과 플린은 탈출을 시도하나 물이 차오르는 동굴에 갇히고 만다. 자신의 운명을 직감한 플린은 그녀에게 자신의 본명이 유진 피처버트임을 털어놓는다. 라푼젤은 이에 자신도 노래를 부르면 머리카락에서 빛이 난다는 것을 떠올리고, 이것이 탈출의 열쇠가 된다. 그녀의 머리에서 나오는 빛으로 무사히 동굴 밖으로 빠져나간 둘은 숲으로 향한다. 고델은 스태빙턴 형제에게 라푼젤의 왕관을 내어줄테니 유진이 가진 라푼젤의 흥미를 시험대에 올릴 것을 명한다.
둘을 찾아낸 막시무스는 유진의 포획을 꾀하지만, 라푼젤은 자신의 18번째 생일을 위해 휴전할 것을 부탁한다. 이 셋은 왕국까지 가서 축제 기분을 만끽하고 이는 저녁 때 보트에 타서 등불을 올려보내는 것으로 최고조를 찍는다. 이후 라푼젤이 건내준 왕관을 같을 때 목격한 스태빙턴 형제에게 이를 줄 생각이던 유진은 라푼젤에게 잠시 할 일이 있다면서 떨어진다. 두 형제는 유진을 보트에 묶어버리고 라푼젤에게 유진이 왕관을 가지고 도망쳤다고 말한다. 고델은 형제로부터 라푼젤을 구해주는 상황을 연출하고 라푼젤을 도로 성에 올려보낸다. 유진과 스태빙턴 형제는 모두 붙잡히고 만다.
집에 돌아온 라푼젤은 왕국의 상징이 무의식적으로 자신이 수년에 걸쳐 그린 그림에 묘사되어 있음을 발견하고 자신히 바로 그 잃어버린 공주임을 자각하며 고델에게 맞서기로 한다. 사형을 선고받은 유진은 사람들에게 라푼젤이 위험에 처해있음을 호소하고, 막시무스와 그녀를 지지하는 여러 인물들을 통해 밖으로 빠져나가 성까지 도달한다. 유진은 라푼젤의 머리카락을 이용해 기어 올라가지만, 라푼젤은 손발이 묶이고 입에 재갈이 물린 상태였고, 뒤에서 나타난 고델은 칼로 그를 찌른다. 라푼젤은 고델에게 만약 유진을 살려준다면 평생 붙잡혀 살 것임을 약속한다. 서서히 죽어가던 유진은 마법의 소멸을 위해 라푼젤의 머리카락을 잘라내고, 고델은 순식간에 먼지가 되어 흩어진다.
유진의 죽음으로 애통해하는 라푼젤. 하지만, 약간의 힘이 남아있던 라푼젤의 눈물이 유진의 뺨에 닿아 그에게 숨을 불어넣는다. 왕국으로 돌아간 둘은 가족과 재결합하고, 왕국은 이를 축하하는 파티를 연다. 죄를 사면받은 유진은 라푼젤과 결국에는 결혼하게 된다.

## 성우진
| 배역                                                         | 원판                                    | 한국어 더빙판 |
| Rapunzel 라푼젤                                              | 맨디 무어                               | 박지윤        |
| Rapunzel 라푼젤                                              | 맨디 무어                               | 박새별(노래)  |
| Flynn Rider (Eugene Fitzherbert) 플린 라이더 (유진 피처버트) | 재커리 리바이                           | 위훈          |
| Mother Gothel 고델                                           | 도나 머피                               | 안경진        |
| Mother Gothel 고델                                           | 도나 머피                               | 이윤표(노래)  |
| Hook-Hand Thug 갈고리손남                                    | 브래드 개릿                             | 송용태        |
| Big Nose Thug 왕코남                                         | 제프리 탬버                             | 최재익        |
| Short Thug 고주망태남                                        | 폴 F. 톰프킨스                          | 류다무현      |
| Vladimir 블라디미르                                          | 리처드 킬                               | 이광수        |
| Stabbington Brothers 스태빙턴 형제                           | 론 펄먼                                 | 정승욱        |
| Stabbington Brothers 스태빙턴 형제                           | 론 펄먼                                 | 서문석        |
| Captain of the Guard 왕실경비대장                            | M. C. 게이니                            | 한상덕        |
| Young Rapunzel 유년시절 라푼젤                               | Delaney Rose Stein 덜레이지 로즈 스타인 |               |

## 캐스팅
2009년 12월 10일 배우이자 싱어송라이터 맨디 무어가 라푼젤의 목소리를, 그리고 배우 재커리 리바이가 플린 라이더의 목소리를 제공한다는 것이 발표되었다. 맨디 무어는 《라푼젤》 이야기의 영화가 제작된다는 소식을 듣고 오디션을 통해 프로젝트에 참가하게 되었다. 무어는 후에 자신이 어릴 적부터 디즈니 공주가 되어보는 것이 꿈이었으며 라푼젤 역을 맡게 되어 "엄청난 유년기의 꿈"을 성취했다고 말했다. 그녀는 자신이 《인어 공주》, 《미녀와 야수》, 《알라딘》, 《라이온 킹》 등 디즈니 클래식의 "소녀팬"이라고 자처했다. 그리고 자신이 그 "전설" 중 하나가 된다는 것이 자랑스럽다고 했다.
영화가 뮤지컬이 되기로 결정된 이후로 모든 오디션 참가자들은, 자신들이 연기와 노래 모두 가능하다는 것을 증명키 위해 여러 씬의 대사를 낭독하거나 자신이 고른 곡을 불러야 했다. 노래 섹션에서 무어는 조니 미첼의 〈Help Me〉를 선택했다. 이 노래는 그녀의 네 번째 정규 음반 《Coverage》 (2003)에 커버되어 수록했다. 무어는 오디션 세션을 여러번 보았다고 했으며 이 경험을 "꽤 즐거웠다"고 말했다. 하지만 이 배역은 경쟁이 치열할 것으로 생각했기 때문에 별로 많은 기대를 품고 있지 않았다. 그녀는 아무런 불안감 없이 자신의 최고 모습을 보여줬다. 디즈니에서 그녀가 배역을 따냈다고 전화를 걸자 무어는 이때 자신이 "하늘을 나는 듯 했다"고 묘사했다. "전 당시 뉴욕에서 작업하고 있었어요. 친구 몇명하고 남편과 함께 있었고, 소식을 접하자 바로 비명을 질렀죠."

## 제작
영화의 제작에는 2억 6천만 달러가 소요되었다고 보도되었다. 영화의 원 감독 글렌 킨은 《라푼젤》의 이야기 작업을 공개 14년 이전부터 지속하고 있었으며, 2002년부터 2008년까지 영화의 개발을 지휘하게 되었다. 2003년 10월 영화는 《라푼젤 언브레이드》라는 이름으로 공개되었고, 2007년 공개 예정인 컴퓨터 애니메이션이 될 것이라고 했다. 2005년 11월 《언브레이드》는 킨의 "이야기 작업에 시간이 더 필요하다"는 요청으로 2009년 여름 공개로 지연되었다.
킨의 영화 작업은 2006년 1월 캐트멀과 존 래시터가 스튜디오를 관리하게 된 뒤 1주일 뒤 멈추게 된다. 그리고 이들은 프로젝트를 재개하기로 결정, 킨에게 영화를 계속 진행할 것을 요청했다. 애니상에 후보로 오른 바 있는 애니메이터 겸 스토리 아티스트 딘 웰린스가 영화를 글렌 킨과 공동 연출하게 되었다는 소식이 2007년 4월 전해졌다. 2008년 10월 9일, 킨과 웰린스가 다른 일 때문에 감독직에서 물러나고 그들의 자리가 바이런 하워드와 네이선 그래노로 대체되었음이 발표되었다. 웰린스는 다른 단·장편의 개발을 위해 직을 옮겼으나, 킨은 제작책임자와 애니메이션 감독으로는 계속 활동하였다. 영화의 공개 뒤에 킨은 2008년의 심장마비로 감독직에서 물러났다고 밝혔다.

### 각본과 캐릭터
킨은 《라푼젤 언브레이드》 공개 당시 완전히 다른 콘셉트를 다루는 "《슈렉》과 비슷한 스타일의 영화"가 될 것이라고 말했다. 킨은 원래 줄거리에 대해 이렇다고 했다. "그건 재미있고, 환상적이고, 재치있는 버전입니다. 그리고 우리는 두 명의 훌륭한 각본가가 있어요. 하지만 제 마음 속 깊은 곳에서 전 무언가 더 진심 어린 이야기가 나올 수 있을 것이라고 믿어요. 그래서 우린 그걸 두고는 오리지널 동화의 뿌리로 회귀하게 되었죠." 에드 캐트멀의 말에 의하면, 마이클 아이스너는 현대 샌프란시스코를 영화의 배경으로 하고 시작을 동화 세계 속의 히로인이 어떻게 그곳으로 전이되는 것을 제안했다고 한다. 킨은 이 아이디어를 고려하지 않았다. 그레노의 말에 의하면, 영화의 줄거리 개발에 있어 가장 큰 골칫덩이는 어떻게 라푼젤을 성에서 끄집어내는가였다. 당시 그녀는 마더 고델에게서 탈출할 특정한 목적이 있지 않았다. 대화를 주고받던 어느 날 애니메이터 존 라이파는 그들이 찾고 있던 해결책을 떠올린다. 바로 떠오르는 신비한 등불이었다.
라푼젤이라는 캐릭터에 대해 물음받은 맨디 무어는 전형적인 여타 디즈니 공주와 비교했을 때 더욱 호감가는 캐릭터이며, "르네상스와 보헤미아적"인 여성이라고 불렀다. 무어는 "그녀는 자신이 공주임을 모르고 있어요. 그녀는 자신이 18년이나 살아온 정신나간 성을 넘어 무언가를 찾고 싶다는 동기가 있어요"라고 했으며, "그녀는 매우 독립적이고, 자기 앞가림은 알아서 해요. 그리고 굉장히 즐거운 방식을 떠올려 자신을 바쁘게 유지하고 있죠"라고 이어 말했다. 그녀는 본인 또한 라푼젤의 영향을 조금 받았다고 말했다. "그 캐릭터는 제가 접하기 한참 전부터 개발되었어요." 매력적이고 귀여운 디자인의 라푼젤의 상대역을 위해 감독은 플린 라이더를 "디즈니에서 유래없을 정도로 가장 잘생기고, 가장 매력적인 남성"으로 만들고 싶어했다. 제작진은 30명의 여직원을 불러 대규모의 "Hot Man Meeting"를 열어 끌리는 남성이 어떤 것인지 물음을 던졌다. 그들은 자신들이 좋아하는 배우, 연예인들의 사진을 수백장 가져왔고, 여러 차례 숙고한 끝에 하나의 콘셉트 드로잉으로 의견이 모아졌다.

### 녹음
대부분의 애니메이션 영화와 같이, 《라푼젤》은 모든 목소리 배우가 자신의 대사를 브리딩을 피하기 위해 다른 배우와 따로 녹음했다. 맨디 무어는 녹음을 할 때, 그녀가 모나 머피와 만난 적이 없었으며 제커리 리바이가 〈I See the Light〉를 녹음하러 올 때 오직 한 번 만났다고 했다. 무어는 이것이 "상상력을 발휘하는 좋은 연습"이 되었다고 말했다. 액션 씬의 녹음에서는 성우가 현실적인 사운드를 만들기 위해 조깅을 해야 했다. 노래의 녹음에서는 무어와 리바이가 방음 스튜디오에서 앨런 멩컨의 지휘 아래 있는 65인조 관현악단과 함께 녹음했다. 그들은 모두가 "분위기를 타" 음악과 노래를 느낄 수 있도록 오케스트라와 여러 번 노래를 불렀다. 그리고 방음실로 가서 진짜 트랙을 녹음했다. 애니메이터들의 요청으로 캐릭터의 애니메이팅에서는, 영화 제작자들이 목소리 배우와 인터뷰를 했고, 그들의 녹음 세션 모습에서 나타난 얼굴 표정을 촬영했다. 디즈니 애니메이션 영화는 애니메이션 렌더링 뒤에 보컬을 구하는 것이 아닌, 녹음된 대사를 애니메이션에 맞추는 작업을 취하고 있다. 따라서, 무어는 그녀가 아무런 애니메이션 없이 스케치 몇 장에 의지하여 녹음을 해야 했기 때문에 이것이 도전이라고 느꼈다.
다른 스케줄과의 마찰 때문에 무어와 리바이는 최종적으로 나온 영화와 같은 순서대로 녹음을 할 수가 없었다. 리바이가 말하기를, "[제가 들어와 보면], 어쩌면 시퀸스나 씬이 무어에 의해 벌써 녹음되었거나 되지 않아있을 수 있었어요. 우리는 다섯 번 정도 서로 의지해서 같은 씬을 완수해야할 처지에 놓였었죠." 완성된 영화를 보았을 때, 무어는 그녀의 목소리가 "새된" 소리처럼 들려 실망했고, 리바이는 자신의 목소리에 "비음이 많다"고 느꼈다.

### 애니메이션
글렌 킨은 영화를 전통적인 2D 애니메이션으로 제작하고 싶었지만, 디즈니의 경영진 데이비드 스테인튼과 딕 쿡은 영화를 오로지 3D 컴퓨터 그래픽으로 제작해야 승인을 내릴 수 있다고 통보했다. 그 말에 따라 킨은 50명의 디즈니 CGI 아티스트와 전통적인 아티스트를 소집하여 "The Best of Both Worlds"라는 세미나를 열었고, 각자의 스타일에 대해 장단점을 논의하였다. 회의 이후, 그들은 영화를 3D CG 애니메이션으로 만들기로 결심을 굳히지만, 한편으로 전통적인 2D 디즈니 "미학"의 연장선에 두도록 했다.

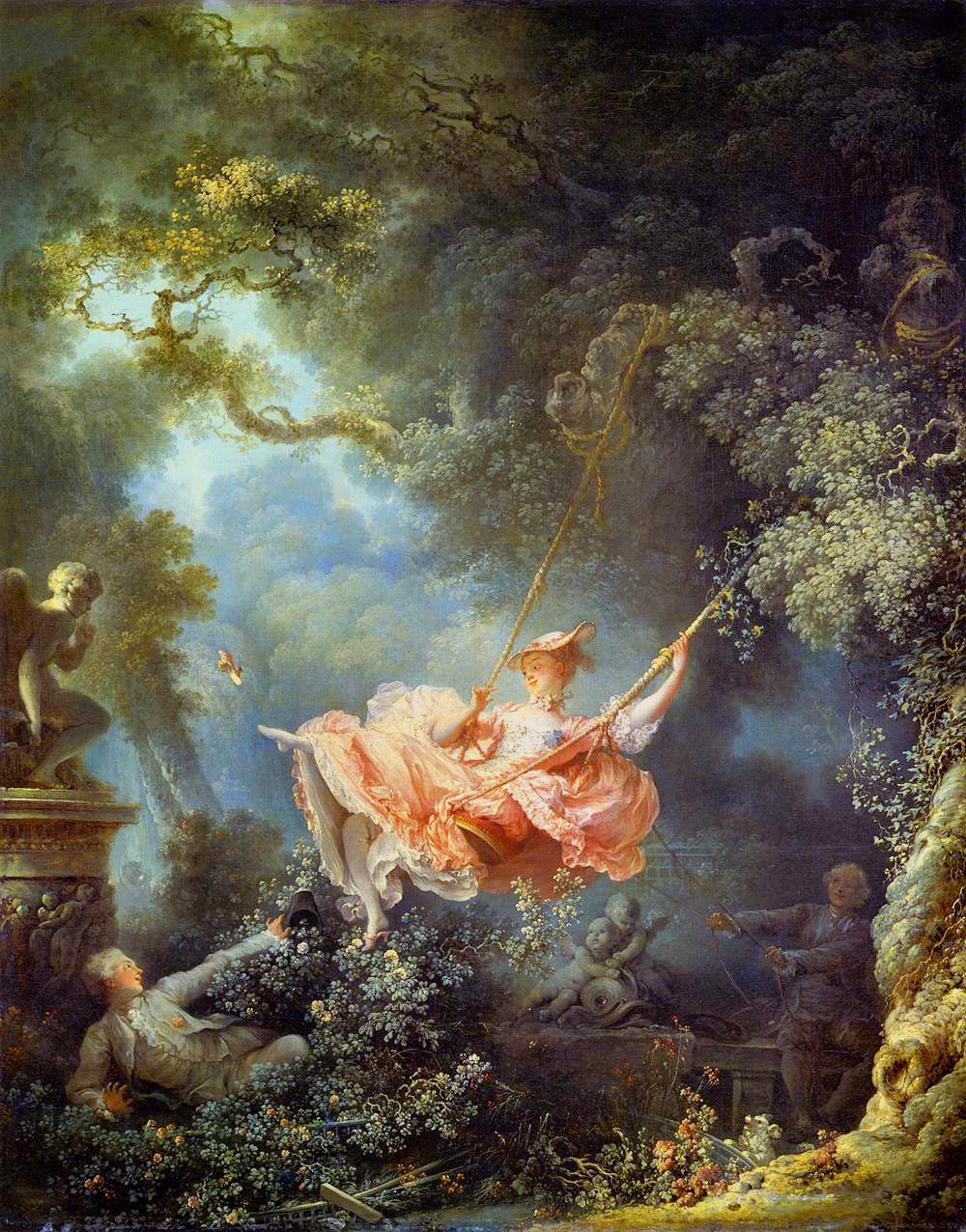
장오노레 프라고나르의 《더 스윙》

영화에 쓰인 컴퓨터 생성 이미지는, 캔버스에 칠해진 고전적인 유화 느낌으로 제작되었다. 영화의 예술적 스타일은 프랑스의 화가 장오노레 프라고나르가 그린 로코코 양식의 그림, 그 중에서도 《더 스윙》(The Swing)에 영향을 받았다. 킨은 이 스타일을 두고 "낭만적이며 푸릇푸릇하다"고 묘사했다. 그림의 인상을 가져오기 위해 비사실적 렌더링이 사용되었다.
인체의 복잡성을 잡아내는 것을 비롯한 컴퓨터의 기술이 한계가 있어, 초기 CGI 영화와 전통적인 애니메이션 영화와는 기초적인 애니메이션 원리에 큰 간극이 있었다. 하지만 기술의 진보로 쉽사리 이 둘의 장점만을 골라 섞는 것이 가능하게 되었다. 킨은 컴퓨터가 예술적 방향과 영화의 시각을 좌우하는 것이 아닌, 컴퓨터가 "아티스트에게 굴복"하게 하고 싶었다고 여러 번 강조했다. 아티스트의 기술 통제로 컴퓨터를 "연필처럼 부드럽게" 사용하게 되면 킨의 비전인 "삼차원 드로잉"이 가능해진다. 킨의 요구에 부응하기 위해 프로젝트의 시작부터 다양한 기술과 도구가 필요케 되었고, 월트 디즈니 애니메이션은 이를 지원했다. 킨은 "우리가 요구했던 것은 "사실적인 머리카락" 대신 "따뜻한 머리카락"이며, 그것을 실현하기 위한 방법을 개발했습니다. 저는 따뜻하고 직관적으로 그린 그림의 질감을 CGI로 표현하고 싶었어요"라고 말했다.
애니메이터들의 주된 목표 중 하나는 고전 디즈니 애니메이션에서 보이는 손으로 그린 부드럽고 우아한 움직임이었다. 킨은 디즈니 3D 애니메이터 카일 스트라위츠에게 CGI와 전통적인 손그림 스타일을 합쳐줄 것을 요청했다. "그는 《백설 공주》의 집을 따와 그것을 구축했습니다. 그리고 평면적인 그림처럼 보이도록 색을 칠했죠. 그러자 일순 움직이기 시작하더니 공간감을 가지게 되었고, 수채화의 붓질에서 나타나는 부드러움과 곡선을 모두 품게 되었습니다. 카일은 《더 스윙》에서 보이는 프라고나르 느낌의 소녀를 얻도록 도왔어요... 우리는 서브서피스 스캐터링과 전역 조명, 그리고 최신 기술의 대부분을 이용해 설득력있는 인간 캐릭터와 풍부한 환경을 이끌어냈습니다."
3D 팀은 사실성보다 미적인 느낌에 중점을 두었다. 이들은 멀티 리깅이라는 새로운 기법을 도입했다. 여러 대의 가상 카메라로 구성되어 있는 이 기술에서 각각의 카메라는 개별적으로 작동하여, 다른 카메라와의 관계를 조율할 필요 없이 씬의 여러 요소(배경, 전경, 등장인물 등)에 깊이를 더한다. 이후 덧붙여진 결과물에서는, 현실 세계에서는 불가능한 상황을 연출하였으나, 이들은 영화가 매력적으로 보이도록 호소했다.
현존하는 기술은 제작에 있어 어려움이 많았다. 특히 머리카락을 애니메이팅하는 것은 큰 도전으로 다가왔다. 수석 소프트웨어 엔지니어 켈리 워드는 6년간 프로그램을 작성하여 그들이 바라던 식으로 움직이게 만들었다. 2010년 1월 말 감독은 라푼젤의 긴 머리가 제대로 작동하지 않고 있다고 생각했다. 이 문제는 3월이 되어 해결되었다. 《볼트》를 위해 개발된 다이내믹 와이어스(Dynamic Wires)란 이름의 머리 시뮬레이터의 향상된 버전이 여기 쓰였다. 머리카락이 물에 뜨도록, 그리고 바라던 효과를 내기 위해 이산미분기하(discrete differential geometry)가 사용되었다. 이는 며칠이 걸리던 문제를 단 몇분만에 해소했다.

## 사운드트랙
| 평가 점수  | 평가 점수 |
| 출처       | 점수      |
| ---------- | --------- |
| 필름트랙스 | [ 47 ]    |

영화의 오리지널 악곡은 앨런 멩컨이 작곡하고, 글렌 슬레이트가 작사했다. 멩컨은 중세 음악과 1960년대 포크 록을 섞은 새로운 곡을 창조할 생각이었다고 말했다. 쓰여진 곡 중에서는 최종본에서 잘린 것이 있다. 〈When Will My Life Begin?〉가 〈What More Could I Ever Need?〉라는 초기 버전의 곡을 대체하게 되었다. 멩컨은 오프닝 넘버에는 5, 6개의 다른 버전이 있다고 전했다. 이외에도 멩컨은 고델이 라푼젤에게 모성애를 호소하는 사랑 노래 〈You Are My Forever〉를 썼지만, 이는 플린 라이더가 로맨틱한 분위기를 내는 데 반복되어 쓰인다. 이 아이디어는 〈Mother Knows Best〉, 〈I See the Light〉로 교체된다.
노래 〈Something That I Want〉는 글레이스 포터 앤 더 낙터너스의 글레이스 포터가 부른 것을 클로징 크레디트에 사용했다. 이 버전은 일부 가사가 고쳐져 있고, 포터 혼자만 부른다. 사운드트랙은 빌보드 200에 44위, 사운드트랙 차트에서 7위, 키드 앨범 차트에서 3위까지 올랐다.

### 곡 목록
| #   | 제목                                        | 공연자                                                 | 재생 시간 |
| --- | ------------------------------------------- | ------------------------------------------------------ | --------- |
| 1.  | 〈When Will My Life Begin?〉                | 맨디 무어                                              | 2:32      |
| 2.  | 〈When Will My Life Begin? (Reprise 1)[1]〉 | 무어                                                   | 1:03      |
| 3.  | 〈Mother Knows Best[2]〉                    | 도나 머피                                              | 3:10      |
| 4.  | 〈When Will My Life Begin? (Reprise 2)〉    | 무어                                                   | 2:06      |
| 5.  | 〈I've Got a Dream〉                        | 브래드 개릿, 제프리 탬버, 무어, 재커리 리바이, Company | 3:11      |
| 6.  | 〈Mother Knows Best (Reprise)〉             | 머피                                                   | 1:38      |
| 7.  | 〈I See the Light〉                         | 무어, 리바이                                           | 3:44      |
| 8.  | 〈Healing Incantation〉                     | 무어                                                   | 0:54      |
| 9.  | 〈Flynn Wanted〉 (Score)                    | 앨런 멩컨                                              | 2:51      |
| 10. | 〈Prologue〉 (Score & Song)                 | 멩컨, 머피, 딜레이니 스타인                            | 2:02      |
| 11. | 〈Horse with No Rider〉 (Score)             | 멩컨                                                   | 1:57      |
| 12. | 〈Escape Route〉 (Score)                    | 멩컨                                                   | 1:57      |
| 13. | 〈Campfire〉 (Score)                        | 멩컨                                                   | 3:21      |
| 14. | 〈Kingdom Dance〉 (Score)                   | 멩컨                                                   | 2:20      |
| 15. | 〈Waiting For the Lights〉 (Score)          | 멩컨                                                   | 2:47      |
| 16. | 〈Return to Mother〉 (Score)                | 멩컨                                                   | 2:06      |
| 17. | 〈Realization and Escape〉 (Score)          | 멩컨                                                   | 5:50      |
| 18. | 〈The Tear Heals〉 (Score & Song)           | 멩컨, 무어                                             | 7:37      |
| 19. | 〈Kingdom Celebration〉 (Score)             | 멩컨                                                   | 1:50      |
| 20. | 〈Something That I Want〉                   | 글레이스                                               | 2:43      |

| #   | 제목                | Performers  | 재생 시간 |
| --- | ------------------- | ----------- | --------- |
| 21. | 〈I See The Light〉 | 섀넌 손더스 | 3:38      |

주
1^ 영화 미등장
2^ 노래를 확장한 버전

### 차트 성적
| 차트 (2010)            | 최고 순위 |
| ---------------------- | --------- |
| 미국 빌보드 200        | 44        |
| 미국 빌보드 사운드트랙 | 7         |
| 미국 빌보드 키드 앨범  | 3         |

## 발표

### 홈미디어
《라푼젤》은 월트 디즈니 스튜디오 홈 엔터테인먼트를 통해 4개 디스크 구성의 콤보 팩으로 2011년 3월 29일 출시되었다. 콤보팩에는 블루레이 3D, 스탠더드 DVD, 그리고 디지털 카피가 담긴다. 두 개 디스크 구성의 블루레이/DVD 콤보팩과 DVD 낱개 또한 출시되었다. 블루레이의 보너스 피처에는 삭제된 씬과 두 개의 대체 오프닝 시퀸스, 두 개 확장판 노래, 영화의 제작 과정이 담긴 영상이 있다. DVD에는 두 오리지널 스토리북 오프닝과 50번째 애니메이션 기념 카운트다운이 수록되었다.
《라푼젤》의 DVD, 블루레이 판매량은 미국과 캐나다에서 9,500만 장을 넘어서, 2011년 DVD에서는 최고의 판매량을 기록했다. 홈미디어의 판매량은 극장 공개 첫 주보다 더 많은 수익을 거두었다. 영화의 판매량은 북미에서는 첫 주에 2,970,052장 ($44,521,079)이고, 2011년 DVD 오프닝 중에서는 가장 큰 것이다. 2012년 7월 18일 집계된 DVD 판매량은 6,657,331장 ($102,154,692)이다. 블루레이는 2011년 3월 29일 집계된 것만 2,518,522장 ($59,220,275)이다. 2016년 1월 20일 영화는 북미, 캐나다에서 홈미디어로 총 2억 1500만 달러의 수익을 거두었다. (DVD는 1억 5500만 달러, 블루레이는 6000만 달러)